# IC 1071
IC 1071 је лентикуларна галаксија у сазвјежђу Дјевица која се налази на листи објеката дубоког неба у Индекс каталогу.
Деклинација објекта је + 4° 45' 2" а ректасцензија 14h 54m 12,4s. Привидна величина (магнитуда) објекта IC 1071 износи 13,2 а фотографска магнитуда 14,2. IC 1071 је још познат и под ознакама UGC 9582, MCG 1-38-15, CGCG 48-62, NPM1G +04.0448, PGC 53260.